# Leenalchi
Leenalchi (hangul: 이날치) is een Koreaanse indieband uit Seoul die pansori combineert met moderne muziekstijlen. De formatie werd in 2018 gevormd en bestaat uit zeven personen: vier vocalisten (waarvan een man), twee bassisten en een drummer. De band dankt zijn naam aan Lee Nal-chi, een beroemde pansori-muzikant en koorddanser uit de negentiende eeuw.

## Bezetting
- Kwon Song-hee (2018 – heden): zang
- Shin Yu-jin (2018 – heden): zang
- Ahn Yi-ho (2018 – heden): zang
- Lee Na-rae (2018 – heden): zang
- Jang Young-gyu (2018 – heden): basgitaar
- Jeong Jung-yeop (2018 – heden): basgitaar
- Lee Chul-hee (2018 – heden): drums

## Geschiedenis
De zeven leden hebben verschillende achtergronden. Het zangkwartet bestaande uit Kwon, Shin, Ahn – de enige mannelijke vocalist – en Lee is geschoold aan de Nationale Universiteit van Seoul in traditionele Koreaanse muziek, terwijl de instrumentalisten eerder in bands hebben gespeeld. Lee en Jang – die daarnaast verantwoordelijk was voor de muziek in de film Train to Busan – deden dat bij SsingSsing en Jeong bij Kiha & The Faces. De band werd in 2018 gevormd en vergaarde bekendheid in eigen land via optredens die werden uitgezonden op televisie. Ze verschenen bovendien in een advertentie van de nationale toerisme-organisatie.
Het eerste album Sugungga – genoemd naar en geïnspireerd op het gelijknamige pansori-verhaal – werd in 2020 uitgebracht en telt elf nummers, waaronder het populaire Tiger is Coming dat als een non-fungible token is uitgegeven. Het jaar daarop werd Leenalchi bij de Korean Music Awards uitgeroepen tot 'artiest van het jaar'. Daarnaast wonnen ze met hun debuutalbum de prijs voor 'beste cross-overalbum' en met Tiger is Coming de prijs voor het 'beste modern rocknummer'.

## Discografie
Album
- Sugungga (2020)